# Consorte Donggo
La Emperatriz Xiaoxian (1639 – 23 de septiembre de 1660), del clan manchú de la Bandera Blanca Llana Donggo, fue una consorte del emperador Shunzhi, un año menor que él.

## Vida

### Familia
El nombre personal de la emperatriz Xiaoxian no ha sido conservado en la historia. Su casa ancestral estaba en Liaoning.
- Padre: Eshuo (鄂碩鄂碩; fallecido en 1657), sirvió como oficial militar de alto rango (內大臣).
  - Abuelo paterno: Xihan (席漢).
- Un hermano más joven.

### Era Shunzhi
En el verano de 1656, la Señora Donggo fue introducida en la Ciudad Prohibida y fue profundamente amada y favorecida por el emperador Shunzhi. El 12 de octubre de 1656, le concedió el título de "Consorte Xian". El 19 de enero de 1657, fue elevada a "Noble Consorte Imperial". El emperador Shunzhi organizó una magnífica ceremonia para celebrar la promoción de la Señora Donggo y proclamó una amnistía.
El 12 de noviembre de 1657, la Señora Donggo dio a luz al cuarto hijo varón del emperador. La muerte prematura del bebé el 25 de febrero de 1658 tuvo un gran impacto en la Señora Donggo y el emperador Shunzhi. Poco después ella cayó enferma y murió el 23 de septiembre de 1660. El emperador se vio tan abrumado por el dolor que no asistió a las reuniones diarias de la corte durante cinco días para llorar a la Señora Donggo. También se dijo que el emperador estaba tan deprimido que quería suicidarse, y sus sirvientes lo tuvieron que vigilar todos los días por temor a su seguridad. Dos días después de su muerte, a la Señora Donggo le fue concedido póstumamente el título de Emperatriz, un gesto poco común. Fue enterrada en el Mausoleo Xiao de las tumbas Qing orientales.

## Títulos
- Durante el reinado de Hung Taiji (r. 1626–1643):
  - Señora Donggo (desde 1639).
- Durante el reinado del emperador Shunzhi (r. 1643–1661):
  - Consorte Xian (賢妃); desde el 12 de octubre de 1656, consorte de cuarto rango.[4]
  - Noble Consorte Imperial (皇貴妃); desde el 19 de enero de 1657, consorte de segundo rango.[5]
  - Emperatriz Xiaoxian (孝獻皇后); desde el 25 de septiembre  de 1660.[6]

## Hijo
- Como Noble Consorte Imperial:
  - El cuarto hijo del emperador Shunzhi (12 de noviembre de 1657 – 25 de febrero de 1658)

## En la ficción y cultura popular
- Interpretada por Ko Miusze en The Duke of Mount Deer (1984)
- Interpretada por Ng Ning en The Rise and Fall of Qing Dynasty (1987)
- Interpretada por Bo Hong en Kangxi Dynasty (2001)
- Interpretada por Shu Chang en Xiaozhuang Mishi (2003)
- Interpretada por Océane Zhu en The Life and Times of a Sentinel (2011)
- Interpretada por Zhang Xueying en In Love with Power (2012).